# Будинок Барського

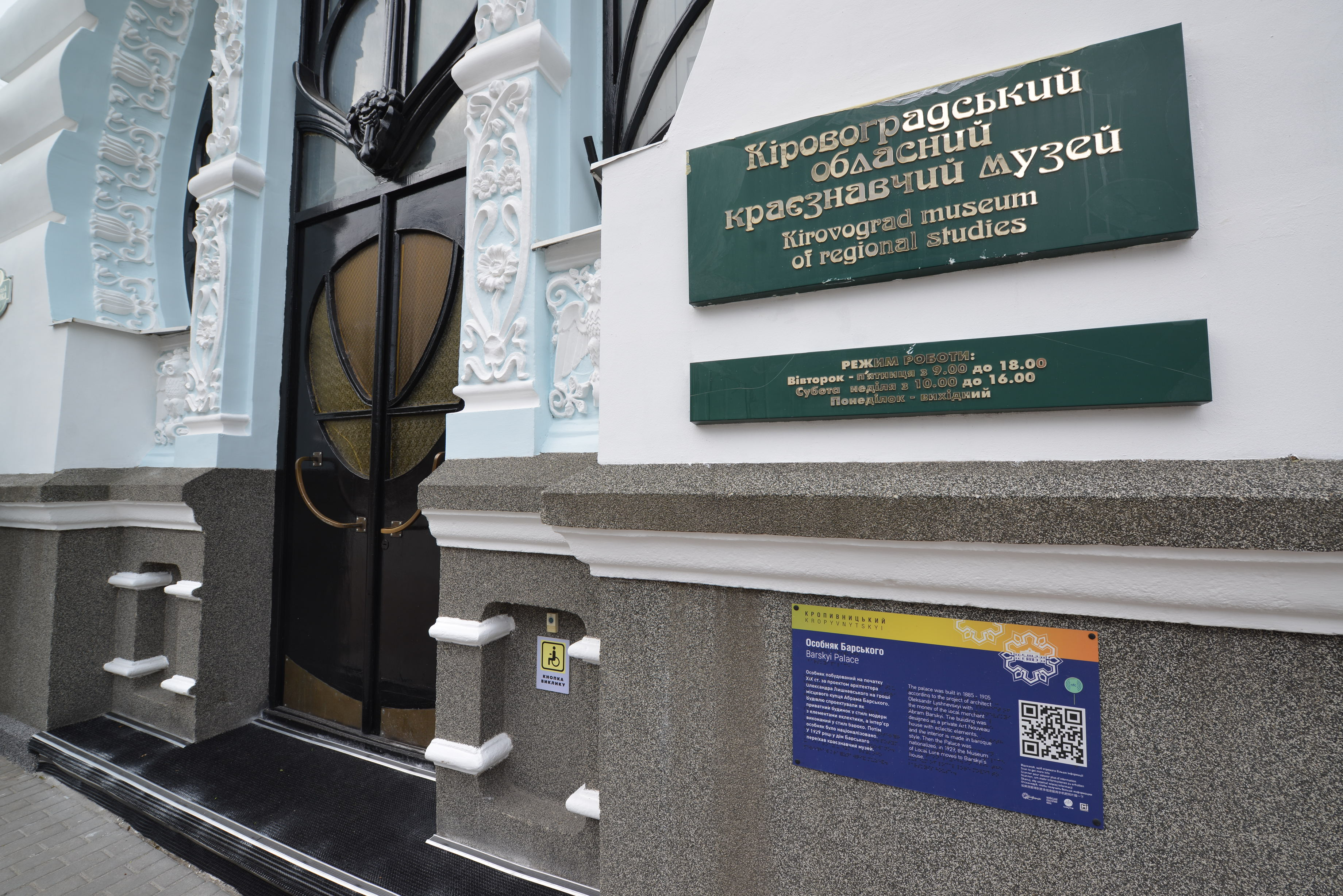
Вхід до Кіровоградського обласного краєзнавчого музею

Буди́нок Ба́рського — будинок в Кропивницькому, споруджений із 1895 по 1910 роки в Єлисаветграді, як приватний будинок провідним на той час архітектором міста Олександром Лишневським; яскрава міська пам'ятка в стилі модерн; нині приміщення краєзнавчого музею.
Будувався як особняк для підприємця Олександра Барського, і в цілому проект було  виконано Олександром Лишневським у 1900 році. 
Від 1929 року в приміщенні Будинку Барського міститься Кіровоградський краєзнавчий музей.
У 2009-му тривали роботи з реставрації фасаду будівлі.

## Опис
Зовні палац Барського є яскравим відображенням стилю модерн з елементами еклектизму. 
Так, угорі фасад прикрашений маскаронами, що відображають символи дня і ночі, між вигнутими як пагони рослин різьбленими вікнами традиційно модерної форми (не прямокутної) по стіні до основи цоколя спускаються рослинні орнаменти з елегійними мотивами розквітаючих і в'янучих лотоса та лілій. Під вікнами розташовано барельєфи на мотиви «Змі́я, поїдаючого птахів», а середина орнаментальних композицій означена зображенням сичів з розпущеними крилами. Над вхідними дверима розміщена маска медузи — символ фатуму, призначення долі. 
В ліпнині будівлі майстерно застосовуються відразу декілька технічних прийомів — рельєф, барельєф і горельєф. 
Інтер'єри палацу є сплавом архітектурних стилів, притаманних періоду еклектики. В декоративному оформленні парадної половини — вітальні, будуару, передпокою простежуються мотиви стилю рококо, в кімнаті для куріння — знайшли відображення мотиви мавританського стилю, а в оформленні їдальні домінантними є плавні, елегантні лінії орнаменту в стилі модерн. Оригінальна інтерпретація класики вирізняє вестибюль. 
Досить цікавою є багата ліпнина плафонів, стелі, падуг, фризів, маскаронів над отворами дверей та вікон, що вдало доповнюється ошатними формами печей-голандок та чепурним декором, ретельно підібраним до особливостей стильового оформлення приміщень. Особливе враження справляють багатоколірні печі будуара та їдальні, а також витончені глазуровані груби великої вітальні і передпокою, прикрашені позолотою та розписами з невеликими панно, що повторюють класичні пасторальні сюжети.

## Виноски
1. ↑  Про Кіровоградський краєзнавчий музей[недоступне посилання з травня 2019] на вебсайт музею [Архівовано 9 січня 2016 у Wayback Machine.]